# Danny Gordon Taylor
Danny Gordon „Dan“ Taylor (* 21. Mai 1950 in North Tonawanda; † 10. Juli 2019 in Lapeer, Michigan) war ein US-amerikanischer Filmtechniker für visuelle Effekte.

## Leben
Taylor war seit Beginn seiner Karriere Mitte der 1990er Jahre an rund 15 Filmproduktionen beteiligt war. Bei der Oscarverleihung 2012 war er für seine Arbeit bei Real Steel zusammen mit Erik Nash, John Rosengrant und Swen Gillberg für den Oscar in der Kategorie Beste visuelle Effekte nominiert.

## Filmografie (Auswahl)
- 1994: Die Maske (The Mask)
- 1995: Jumanji
- 1997: Krieg der Sterne (Star Wars, Special Edition)
- 1997: Vergessene Welt: Jurassic Park (The Lost World: Jurassic Park)
- 1998: Mein großer Freund Joe (Mighty Joe Young)
- 1998: Octalus – Der Tod aus der Tiefe (Deep Rising)
- 1999: Deep Blue Sea
- 1999: Wild Wild West
- 2001: Jurassic Park III
- 2003: Terminator 3 – Rebellion der Maschinen (Terminator 3: Rise of the Machines)
- 2004: The Day After Tomorrow
- 2007: Transformers
- 2007: The Hitcher
- 2009: Transformers – Die Rache (Transformers: Revenge of the Fallen)
- 2010: Percy Jackson – Diebe im Olymp (Percy Jackson & the Olympians: The Lightning Thief)
- 2011: Real Steel (Real Steel)
- 2014: I, Frankenstein